# وقتی وال‌ها آمدند
وقتی وال‌ها آمدند (انگلیسی: When the Whales Came) یک فیلم درام بریتانیایی است که در سال ۱۹۸۹ منتشر شد.

## بازیگران
- هلن میرن
- پل اسکوفیلد
- دیوید سوشی
- باربارا جفورد
- دیوید ترلفال
- دکستر فلچر
- جرمی کمپ
- جان هَـلَم